# Neoclytus acuminatus
Neoclytus acuminatus ist ein Käfer aus der Familie der Bockkäfer und der Unterfamilie Cerambycinae.
Der Gattungsname Neoclytus macht darauf aufmerksam, dass die Gattung an die Gattung Clytus erinnert (altgriechisch νέος ‚néos‘ ‚neu‘). Der Artname acuminatus (lat.) bedeutet ‚zugespitzt‘. In Europa ist die Gattung Neoclytus nur durch Neoclytus acuminatus vertreten, weltweit unterscheidet man mehr als fünfzig Arten.
Die Art ist von Nordamerika nach Europa eingeschleppt worden.
|                                    |                    |
| Abb. 1: Vorderansicht              | Abb. 2: Halsschild |
|                                    |                    |
| Abb. 3: Abschluss der Flügeldecken | Abb. 4: Aufsicht   |

## Merkmale des Käfers
Der lebhaft gefärbte Käfer erreicht eine Länge von acht bis fünfzehn Millimeter. Der rostrote Körper ist an verschiedenen Stellen angedunkelt. Eine dichte gelbe Behaarung bedingt eine Querstreifung der Flügeldecken und des Unterleibs.
Der Kopf fällt vorn steil ab, die Mundwerkzeuge zeigen nach unten (Abb. 1). Die elfgliedrigen fadenförmigen Fühler sind nahe der Ausbuchtung der flachen Augen eingelenkt. Die mittleren Fühlerglieder sind vor allem beim Männchen angedunkelt.
Der große Halsschild (Abb. 2) ist beim Männchen etwas länger als breit, beim Weibchen gleich breit wie lang. Vorder- und Hinterrand sind angedunkelt. Die flache Oberseite weist warzenförmigen Erhebungen (Tuberkel) auf, die sich längs in der Mitte und an den Seiten häufen. Auffallend sind teilweise prägnante kurze Querkiele.
Die schmalen Flügeldecken verschmälern sich beim Männchen nach hinten deutlich, beim Weibchen kaum. Sie enden schräg abgeschnitten und sind an den Rändern des Abschnitts zugespitzt (Abb. 3). Sie sind mit Ausnahme der Basis und der Spitze angedunkelt. Ein Streifen an der Basis und drei schmale Querbinden der Flügeldecken erscheinen durch die Behaarung leuchtend gelb (Abb. 4).
Die Vorderschienen sowie die langen Mittel- und sehr langen Hinterschienen tragen am Ende zwei  zierliche Dornen. Die Mittel- und Hinterschenkel sind zum Ende hin keulenartig verdickt und dort angedunkelt. Die Tarsen sind scheinbar viergliedrig, da das kleine vierte Glied in der Ausbuchtung des dritten Gliedes versteckt ist.

## Biologie
Die Käfer entwickeln sich in verschiedenen Laubhölzern (Obstbäume, Maulbeere, Eiche, Rose, Judasbaum, Rosskastanie, Weinrebe), bevorzugt in Eschen. Entsprechend ist der englische Name der Art „red-headed ash borer“ (Rotköpfiger Eschenbohrer). der französische Name ist „Clyte du frêne“ (Clytus der Esche).
Die Männchen produzieren in Drüsen der Vorderbrust ein Pheromon, das Männchen und Weibchen gleichermaßen anzieht. Das Freisetzen des flüchtigen Pheromons wird begleitet mit einer typischen Körperhaltung, in der die Männchen mit erhobenen Vorderbeinen und Vorderkörper verharren. Männchen nehmen diese Stellung häufig ein, Weibchen nie.
Die Tiere sind tagaktiv und sammeln sich auf gestressten und sterbenden Bäumen, in denen die Eier abgelegt werden. Die Käfer laufen ausgesprochen flink auf dem Holz herum und häufig treffen sich dabei verschiedene Individuen der Art. Vor der Paarung berühren die Männchen die Weibchen mit den Fühlern. Sie erkennen das Geschlecht der Weibchen durch ein Hormon, das in den Lipiden der Cuticula der Weibchen gelöst ist.
Die Käfer überwintern, vermutlich als Puppe, in den befallenen Hölzern. Die Erwachsenen erscheinen im frühen Frühjahr. Die Eier werden unter die Rinde abgelegt. Die beinlosen cremefarbenen Larven bohren zuerst im Phloem unter der Rinde, dann im Splintholz, das sie gelegentlich völlig zu Mehl zerfressen. Pro Jahr werden in Iowa (Nordamerika) zwei Generationen gezählt, möglicherweise kommen andernorts ein bis drei Generationen pro Jahr vor oder die Larvalentwicklung bis zur Imago dauert mehrere Jahre. Das Ausschlupfloch ist kreisrund. Bei Massenbefall kann man auf einer handtellergroßen Fläche 15 bis 20 Ausschlupflöcher finden.

## Verbreitung
Die mehrfach aus Nordamerika (auch nach Deutschland) eingeschleppten Tiere haben sich zuerst in Südosteuropa in Küstennähe eingebürgert (Italien, Dalmatien, Istrien) und breiteten sich von dort aus nach Norden aus. Heute sind sie aus Italien, der Schweiz, Slowenien, Kroatien und Ungarn bekannt. Die Käfer sind auch in Mittel- und Südamerika verbreitet. Aus Rumänien liegt eine Neumeldung vor.